# Stoicisme
Stoicisme er en antik filosofisk retning grundlagt af Zenon fra Kition (ca. 334 f.Kr. – ca. 262 f.Kr.). Centrale værdier er at udøve selvkontrol og undgå at komme i følelsernes vold, da målet er at træffe fornuftige valg på baggrund af selvindsigt. Den ideelle stoiker er upåvirket af modgang og præget af fasthed og koldblodighed. At have en stoisk ro er at have en psykisk stabil tilstand, uanset hvad der sker.
Ifølge stoicismen findes der ikke nogen højere autoritet end fornuften. Verden er reguleret af verdensfornuften – ”logos”. Mennesket er en del af verden og har derfor del i verdensfornuften, der kaldes Gud. Tilgangen er åndelig, da mennesket skal bringe sig selv i overensstemmelse med sin egen sjæl, med menneskeheden, med den omgivende natur og med universet, og det gør det ifølge forskere som Pierre Hadot ved at praktisere en spirituel måde at leve på.

## Historie
Stoicismen grundlagdes af Zenon fra Kition. Navnet ”stoicisme” kommer af det græske ord ”stoa”, der betyder ”søjlegang”. Der var en bestemt søjlegang på Athens torv (græsk agora), hvor Zenon forklarede sin filosofi for sine elever.
Stoicismen var en dominerende filosofisk retning i perioden fra omkring 300 f.Kr. til ca. 200 e.Kr. Perioden opdeles i den ældre stoicisme (ca. 300 f.Kr. – ca.150 f.Kr.), den mellemste stoicisme (ca. 150 f.Kr. – ca. 50 f.Kr.) og den yngre stoicisme (ca. 50 f.Kr. – ca. 200 e.Kr.).
Den ældre stoicisme var fortrinsvis en filosofisk retning i Grækenland. Vigtige tænkere var – ud over Zenon – Kleanthēs fra Assos (ca. 330 f.Kr. - ca. 230 f.Kr.) og Chrysippos fra Soli (ca. 279 f.Kr. – ca. 206 f.Kr.). Den ældre stoicisme var den ”klassiske” stoicisme, hvor de stoiske idealer hævdedes strengt.
Den mellemste stoicisme havde både et græsk og et romersk islæt. De to vigtigste filosoffer fra denne periode var Panaetius (Panaitios) (ca. 185 f.Kr. – ca. 110 f.Kr.) og Poseidonios (ca. 135 f.Kr. – ca. 50 f.Kr.). Begge var grækere, men var med til at udbrede stoicismen til romerriget. I denne periode skete der en optøning af den strenge stoiske lære, som blev mere menneskelig, således at den passede bedre til den praktiske romerånd.
Den yngre stoicisme var en udpræget romersk retning. De vigtigste tænkere var Seneca (ca. 4 f.Kr. – 65 e.Kr.), Epiktet (ca. 55 – ca. 135.) og Marcus Aurelius (121 – 180) ("filosoffen på kejsertronen"). I denne periode skete der en yderligere optøning af stoicismen, og interessen blev vendt mod etiske og individuelle spørgsmål. Stoicismen fik desuden et mere religiøst præg.
Her er en tidslinje over stoicismens historie:

## Filosofi

### Verdensanskuelse
Et centralt begreb i stoicismen er kosmos (κόσμος), som er det græske ord for ”verden” ”eller verdensorden”. Det er begrebet om en ordnet og harmonisk verden. Kosmos er fuldkommen. Alt er, som det skal være. Alt eksisterende danner en stofligt sammenhængende og velordnet enhed. Marcus Aurelius siger herom: ”Når du tænker dig kosmos, må du altid forestille dig den som en enhed, en levende enhed, der i sig har en fælles væren og en fælles sjæl; og hvordan alle ting i verden er genstand for en fælles fornemmelse, kosmos´s nemlig.” (Tanker til sig selv, IV,40.)
Heri ligger også tanken om, at hvad der i verden kan virke ufuldkomment, i det lange løb er formålstjenligt. Det gode behøver sin modsætning; det onde hører ind under harmonien. Marcus Aurelius: ”En agurk er bitter – så lad være med at spise den. En tjørn gror ud på vejen – så gå uden om den. Mere behøves ikke; lad være at himle op derover: ’At dog sådant kan ske under verdensstyrelsen!’ Du vil da kun blive til latter for en kender af verdensordningen. Ligesom du ville blive til latter for en snedker eller en skomager, hvis du kritiserede, at der lå høvlspåner i værkstedet eller læderstumper af fodtøj, der var under udarbejdelse.” (Tanker til sig selv, VIII,50.)
Uadskilleligt forbundet med begrebet kosmos er begrebet logos (λόγος). Dette græske ord kan oversættes med ”verdensfornuften”. Det er den kraft eller det princip, der skaber selve ordenen og sammenhængen i kosmos. Forholdet mellem kosmos og logos er som forholdet mellem legeme og sjæl. Helheden af kosmos og logos beskrives ligefrem som et ”levende væsen” (græsk zoon).
Logos beskrives som ”nødvendigheden” (græsk anangke) og er kendetegnet ved at have ”forsyn” (græsk pronoia) og ”villen" (græsk thelema). Heri ligger, at logos sørger for, at der er en fast overordnet skæbne for menneskene i kosmos. Stoikerne taler ligefrem om ”Gud” eller ”Alguden”.
Centralt for stoicismen er også begrebet pneuma, der betyder ånd, som er et element, der gennemstrømmer alt.  Ånden er det aktive princip, der både styrer mennesket og kosmos. Ånden er således grundlaget for den menneskelige psyke, der sommetider oversættes til sjæl.
Stoikernes gudsbegreb er som regel upersonligt. Gud er lig med kosmos. Stoicismens syn på religion er altså panteistisk. Verden er Gud, og Gud er verdens selvbevidsthed. Nogle stoikere udtrykker det på den måde, at Gud er den ubøjelige nødvendighed, hvormed begivenhederne sker. Flere forskere som fx. Pierre Hadot og Michel Foucault betragter stoicismen som en spirituel filosofi, der lægger vægt på, at mennesket bliver en del af kosmos ved hjælp af spirituelle praksisser.

### Etik
Stoicismens etik hænger nøje sammen med dens verdensanskuelse. Det overordnede etiske princip er, at man skal leve ”i overensstemmelse med naturen” (græsk ”kata fysin”, latin ”secundum naturam”) eller ”i overensstemmelse med fornuften” - logos (græsk ”kata logon”). Chrysippos formede udtrykket ”at leve i overensstemmelse med erfaringen om tingenes naturlige forløb”. Med disse udtryk menes ikke blot, at man skal leve i overensstemmelse med den fornuft, der findes ude i verden, men også i overensstemmelse med den fornuft, der findes inde i mennesket selv.
I menneskets sjæl er nedsænket en del af verdensfornuften. Denne del kaldes undertiden menneskets ”daimon” (guden i os). Logos i mennesket er udsprunget af alnaturens logos. Ud af fornuften springer dyderne klogskab, mod, retfærdighed og besindighed.
Det gode menneske er tilfreds, fordi det erkender, at alt, hvad der sker, sker efter naturen, og naturen (kosmos) er fuldkommen. Ingen ubehagelig skæbne, ingen sorg, ingen smerte kan bringe det ud af ligevægt. Alt tages med ”stoisk ro”. Det gode menneske handler med fornuft ud fra selvindsigt i sine følelser og begær.
Det gode er alt det, der fremmer menneskets stræben efter at leve i overensstemmelse med naturen, og dyden består i at leve på denne måde. Kun dét er godt, som direkte eller indirekte fører til dette livsmål. Andre goder, som ikke fører til livsmålet, er indifferente, dvs. hverken gode eller onde.
I stoicismen ligger vægten for første gang i filosofiens historie ikke på, om man er græker, romer eller barbar, om man er slave, frigivet eller fuldgyldig borger, eller om man er mand eller kvinde. Vægten ligger på, at man er et menneske, en bærer af logos, og som sådan værdifuld. Denne stoiske humanisme er samtidig en kosmopolitisme. Det gode menneske har en viden om at være en del af kosmos, har en levende kosmisk fællesfølelse. Det gode menneske er en verdensborger.
Drømmen om et kosmisk broderskabssamfund ligger i stoikernes samfundsfilosofi. I et ældre stoisk skrift hedder det: ”Vi mennesker burde ikke leve adskilt i forskellige stater og samfund med hver sin ret, men vi burde betragte alle mennesker som vore venner, og der skulle kun findes én livsform og én statsforfatning.”
Når man skal leve i overensstemmelse med naturen, må man skelne nøje mellem ”det, der står i vores magt” og ”det, der ikke står i vores magt”. Stoikerne siger det også på den måde, at man skal skelne mellem ”det, der vedkommer os” og ”det, der ikke vedkommer os”. Egentlig vedkommer kun vores egen sjæl os, om den er god eller ikke. Tingene uden for vores sjæl vedkommer os ikke og står ikke i vores magt. Epiktet siger: ”Nogle ting har vi magt over, og andre ting har vi ikke magt over. Ting, som vi har magt over, er mening, stræben, begær, modvilje, kort sagt, hvad der er vores egne handlinger. Ting, som vi ikke har magt over, er legeme, ejendom, omdømme, befalinger, kort sagt, hvad der ikke er vores egne handlinger.” (Arrian: Enchiridion 8)
Fænomener som rigdom og sundhed vedkommer os altså ikke. De er egentlig ligegyldige, og vi bør ikke interessere os for dem. De er indifferente. Hvad det kommer an på, er at bevare sin sindsro uafhængigt af de ydre forhold, man lever under, og uafhængigt af den skæbne, man får.
Logos forsøger at hævde sig og vinde herredømmet i menneskets indre; men det sker ikke uden modstand. Modstanden kommer fra menneskets tilbøjeligheder, impulser og lidenskaber. Det er imod stoikernes etik at lægge tilfredsstillelsen af lystfølelser og tilbøjeligheder til grund for livsførelsen.
Menneskets sjæl er sammensat af en guddommelig del – logos – og en mere menneskelig del. Det er denne menneskelige del, der gør modstand mod logos. Alle tanker, ønsker og drifter, som ikke retter sig efter den guddommelige sjæledel, kaldes oprørske (”ufølgagtige”). De er ikke blot oprørske mod logos i mennesket, men også mod verdens logos. Al synd er ufølgagtighed (ulydighed) mod alnaturens lov, alnaturens nødvendighed, alnaturens vilje. Ufølgagtighed medfører laster som dårskab, fejhed, uretfærdighed og tøjlesløshed.
Det er ifølge stoikerne dybest set manglende selvindsigt, der får et menneske til at give efter for sine drifter og lidenskaber. Mennesket har for eksempel ikke manglende selvindsigt, at de ydre goder ikke er goder i egentlig forstand. Grådighed kommer eksempelvis af den fejlopfattelse, at penge er et gode. I sin uvidenhed jager man nydelser og materielle goder. Man tror, at det er lystfølelsen, der afgør, hvad der er et gode. Eller man har ikke lært at skelne mellem det, der står i vores magt, og det, der ikke står i vores magt. Derfor jager man det, der ikke står i vores magt – med det resultat, at man bliver skuffet og mister sin sindsro.
Med hensyn til problemet om viljens frihed mente Kleanthes, at menneskets frihed ligger i, at det kan vælge at påtage sig sin skæbne - eller afvise den. Skæbnen eller ”nødvendigheden” har mennesket ingen indflydelse på. Men det har indflydelse på, hvordan det reagerer på den.

### Politik
Især den tidlige stoicisme rummer også en politisk filosofi, der er kosmopolitisk. Zenon lægger vægt på, at alle mennesker er og bør være frie borgere i samfundet, og at borgerne alle bør have lige rettigheder. Herunder bør mænd og kvinder have lige rettigheder i alle henseender, og der bør ikke gøres nogen forskel på folk på grund af hudfarve eller kulturel baggrund. Samfundet bør af samme grund bygges op om det fælles gode for alle, i stedet for at der findes en social, politisk eller økonomisk elite, som er eller har mere end andre.
Stoicismens kosmopolitiske filosofi bliver gerne forbundet med idealet om en verdensstat, hvor hele menneskeheden er forenet uafhængigt af politiske og racemæssige forskelle. Selv om de politiske ideer især var en del af den tidlige stoicisme, kan de til dels også genfindes i den mellemste og senere stoicisme.

### Leveregler
Stoikerne opstillede en del leveregler for, hvilken holdning man bør indtage over for livet og skæbnen. I kraft af dem blev stoicismens filosofi omformet til noget livsnært og brugbart. Det er ikke mindst disse leveregler, der har givet stoicismen gennemslagskraft helt op til i dag. Her er nogle eksempler:
- ”Kræv ikke, at begivenhederne skal forløbe, som du ønsker det, men ønsk, at de forløber, som de gør det – så får du ro i sindet.” (Epiktet (Arrian: Enchiridion, 8))[34][41]

- ”Husk på, at du er en skuespiller i et drama, der er bestemt af forfatteren. Vil han have det kort, bliver det kort. Vil han have det langt, bliver det langt. Hvis han vil, at du skal spille en tigger, så må du spille også ham godt; og ligeså en krøbling, en hersker eller en almindelig borger. For det er din opgave: at spille den rolle godt, som du har fået. At vælge den er en andens sag.” (Epiktet (Arrian: Enchiridion, 17))[42][43].

- ”Når du støder på en uforskammethed hos en person, så spørg lige straks dig selv: ’Kan der lade være med at eksistere uforskammede personer i verden? Nej, det kan der ikke; forlang så ikke det umulige; dette menneske er jo netop en af hine uforskammede, som nødvendigvis må eksistere i verden.’” (Marcus Aurelius (Tanker til sig selv, IX, 42))[44].

- ”Når du vågner om morgenen, så sig til dig selv, og forehold dig: ’Jeg skal i dag holde møde med en næsvis herre, med en utaknemmelig person, med en tølper, med en lumskepeter, en krakiler, en egoist og så videre. Men alt det er overgået disse mennesker kun af uvidenhed om, hvad der er godt, og hvad der er ondt.’ ” (Marcus Aurelius (Tanker til sig selv, II,1))[45].

- ”Du skal ligne klippen i havet. Bølge på bølge slår imod den, men den står fast, og de skummende vande lægger sig ved dens fod.” (Marcus Aurelius (Tanker til sig selv, VI,49))[46].

- ”Det ligger i din natur som menneske – sandt menneske – at elske også dem, som forsér sig mod dig. Det kan du, når du samtidig husker, at også han er din broder, at han fejler af uvidenhed, og altså uden at ville det, at om en kort stund vil I begge være døde, og frem for alt: at han ikke har skadet dig, thi det inderste og egentlige jeg i dig har han ikke gjort ringere, end det i forvejen var.” (Marcus Aurelius (Tanker til sig selv, VII, 22))[47].

- ”Ikke tingene, kun den mening vi har om tingene, betyder noget. Og den mening beror på dig selv; når du vil, kan du aflægge den.” (Marcus Aurelius (Tanker til sig selv, XII, 22))[48].

- ”Når en eller anden irriterer dig, så vid, at det er din antagelse, der har irriteret dig.” (Epiktet (Arrian: Enchiridion, 20)).

- ”Sådanne tanker, som du oftest har, sådan vil din tænkemåde blive. Thi sjælen tager farve af de tanker, hvormed den overskylles.” (Marcus Aurelius (Tanker til sig selv, V, 16))[49].

## Stoicismens senere indflydelse
De tidlige kirkefædre henregnede stoicismen til de fejlagtige og hedenske filosofiske skoler, men mange af dens elementer var alligevel værdsat af de kristne. Stoikernes centrale idé om logos havde også indflydelse på den kristne verdensforståelse. Eksempelvis Johannesevangeliet 1.1: ”I begyndelsen var Ordet (græsk ”ho logos”( ὁ λόγος), som kan oversættes med ”verdensfornuften”).” Desuden havde den stoiske definition af dyderne – et resultat af viljens tilpasning til den fornuftige verdensorden – paralleller til den kristne moralforståelse. Der er heller ikke langt fra Marcus Aurelius' formaning om at elske dem, der forsér sig mod én, til Jesu formaning i bjergprædikenen om at elske sine fjender. (Mattæusevangeliet, 5,44)
Augustin var en af de kristne tænkere, der var inspireret af stoikerne. Det samme var Boëthius. Begge teologer fik stor indflydelse på tænkningen i middelalderen.
Med genopdagelsen af de antikke bøger i renæssancen fik stoicismen igen indflydelse, især gennem Cicero og Seneca, hvis værker blev læst i skolerne. Ifølge den polske historiker Tadeusz Zieliński var renæssancen først og fremmest en genopdagelse af stoikeren Cicero, og resten af den klassiske kultur blev opdaget gennem ham.
Både Erasmus af Rotterdam (1466-1536) og Michel de Montaigne (1533-1592) spredte den stoiske tankegang gennem deres skifter. I 1605 udgav den hollandske filolog Justus Lipsius (1547-1606) Senecas filosofiske skrifter.
I 1600-tallet blev den kristne stoicisme blandt andet repræsenteret ved Hugo Grotius og Herbert af Cherbury. Andre stoisk inspirerede tænkere var François de La Mothe Le Vayer, dronning Kristina af Sverige (der korresponderede med René Descartes) og Baruch de Spinoza. I Danmark udgav juristen Heinrich Ernst i Sorø i 1652 Senecas Om vrede (De ira). I 1658 oversatte Birgitte Thott flere af Senecas moralfilosofiske skrifter til dansk.
Ciceros autoritet og prestige var på sit højdepunktet i 1700-tallets oplysning, hvor hans skrifter påvirkede ledende oplysningstænkere som John Locke, David Hume og Montesquieu. Naturretsbegrebet og overvejelserne om menneskerettighederne var en fortsættelse af stoikernes samfundsfilosofi med drømmen om et broderskabssamfund. Både den amerikanske uafhængighedserklæring og den franske erklæring om menneskets og borgerens rettigheder og senere FN´s menneskerettighedserklæring fra 1948 kan siges at være stoisk inspirerede via naturretten.
I moderne tid har psykologen Albert Ellis henvist til Epiktet som grundlaget for sin rationelle psykoterapi. Den amerikanske krigsfange James Stockdale gjorde Epiktet berømt i det amerikanske militær, idet Stockdale udholdt 7 års krigsfangensskab i Vietnam ved hjælp af Epiktets filosofi.
I slutningen af 1900-tallet og begyndelsen af det nuværende århundrede er der opstået en international bevægelse for at genetablere stoicismen, ført an af britiske og amerikanske psykologer og filosoffer som William Irvine, Martha Nussbaum og Massimo Pigliucci. Siden 2014 har bevægelsen afholdt en årlig kongres, Stoicon. Stoicismens berømmelse og indflydelse i dag stammer i høj grad fra dens etik og leveregler, og den bruges blandt andet i psykoterapi, psykologbehandling, ledelse, coaching og klimadebat.

## Stoiske hovedværker
- Seneca: Breve.
- Seneca: Essays.
- Seneca: Om vrede.
- Epiktet : Afhandlinger.
- Arrian: Læresamtaler.
- Arrian: Enchiridion (en oversigt over Epiktets filosofi).
- Marcus Aurelius: Tanker til sig selv.
- Cicero, Diogenes Laertius og Sextus Empiricus har skrevet historiske fremstillinger af stoicismen i antikken.

## Kritik af moderne populærstoicisme
Som en del af genetableringen af stoicismen, er der opstået en moderne populærstoicisme eller “popstoicisme”. Dette er en særlig afart af moderne stoicisme, der søger at anvende nogle få stoiske hovedprincipper til at håndtere udfordringer og opnå lykke. Ifølge kritikere er den mest populære form for moderne stoicisme blot en samling tekniske redskaber til at håndtere udfordringer med, og dermed har den ikke meget til fælles med den antikke stoicisme, der var en holistisk og spirituel filosofi. Meget af den moderne populærstoicisme, der ofte findes i form af selvhjælpsbøger eller antiselvhjælpsbøger med nogle få praktiske principper, er ifølge kritikere en afspejling af den individualistiske forbrugskultur og ikke et reelt modsvar til den.
Den moderne populærstoicisme er blevet kritiseret for at have et forsimplet syn på tilværelsen og et overfladisk og unuanceret syn på følelser. Moderne populærstoicisme kan fremstå som en lidt ensidig og banal selvhjælpsideologi, der reducerer håndtering af livet til nogle få principper og undervurderer kompleksiteten af den menneskelige tilværelse og af menneskelige følelser. Kritikere mener, at det ikke altid er praktisk at anvende stoicismens principper i alle livssituationer. Kritikere hævder, at den moderne populærstoicisme kan føre til en undertrykkelse af følelser og føre til en form for følelsesmæssig apati. Dette kan medføre, at individer undlader at adressere vigtige følelsesmæssige problemer i deres liv. Mens den stoiske filosofi kunne give et godt liv, kan populærstoicisme derfor skabe psykiske problemer.